# لئوناردو اویوآ
خوزه لئوناردو اویوآ فرناندز (اسپانیایی: José Leonardo Ulloa Fernández‎؛ زادهٔ ۲۶ ژوئیهٔ ۱۹۸۶) بازیکن فوتبال اهل آرژانتین است.
از باشگاه‌هایی که در آن بازی کرده‌است می‌توان به سن لورنسو، آرسنال ساراندی، آلمریا، برایتون اند هوو آلبیون، لستر سیتی، پاچوکا و رایو وایکانو اشاره کرد.